# Foodora
Foodora est un service de livraison de repas à domicile fondée en 2014, à Munich, en Allemagne. Il est délocalisé à Berlin depuis 2015. La marque appartient, en Europe, à la société néerlandaise Takeaway.

## Histoire

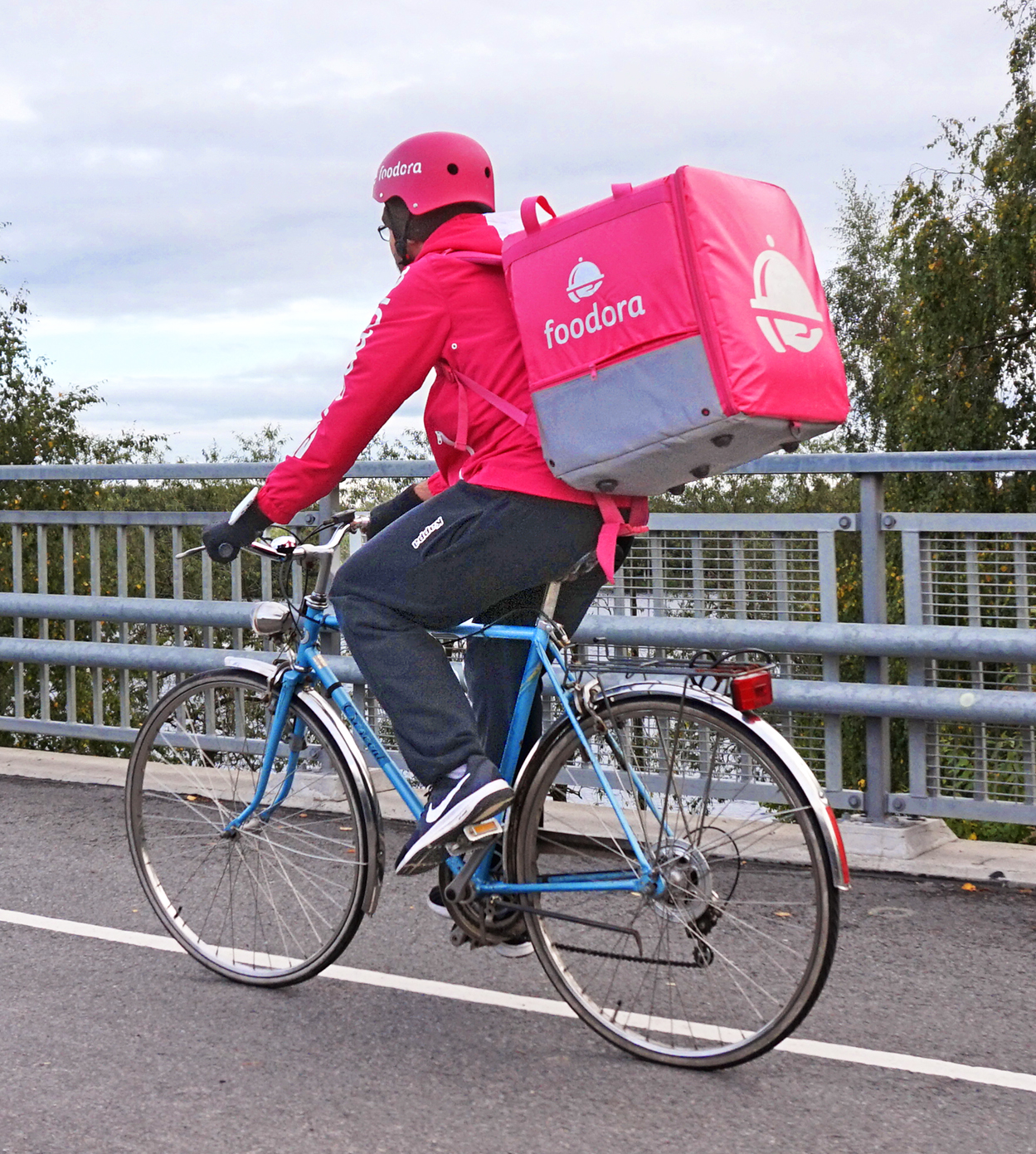
Un livreur Foodora en Finlande.

Le service de livraison Foodora, originellement connu sous la marque allemande Volo, est fondée en 2014 à Munich. L'entreprise se délocalise à Berlin, après son rachat par la startup studio berlinoise Rocket Internet, en avril 2015. En juin 2015, Foodora rachète plusieurs concurrents : Hurrier, au Canada, Suppertime, en Australie et Heimschmecker, en Autriche.
En septembre 2015, la société allemande Delivery Hero achète Foodora à Rocket Internet. Début 2018, Foodora est présente en Europe (France, Allemagne, Angleterre, Pays-Bas, Italie, Autriche, Finlande, Suède, Norvège), au Canada et en Australie. En août 2018, le spécialiste de la livraison de repas à domicile annonce son désengagement des marchés australien, français, italien et néerlandais, sa maison mère Delivery Hero estimant son modèle économique insuffisamment performant dans ces pays, dans lesquels la concurrence est très importante, notamment face au britannique Deliveroo et l'américain Uber Eats, associé à la chaîne de restauration rapide McDonald's,. Implanté depuis avril 2015 en Angleterre, il ferme sa filiale anglaise en septembre 2018. La même année, fin décembre, l'entreprise néerlandaise Takeaway acquiert une partie des activités de Delivery Hero, notamment Foodora, pour 930 millions d'euros.

### France

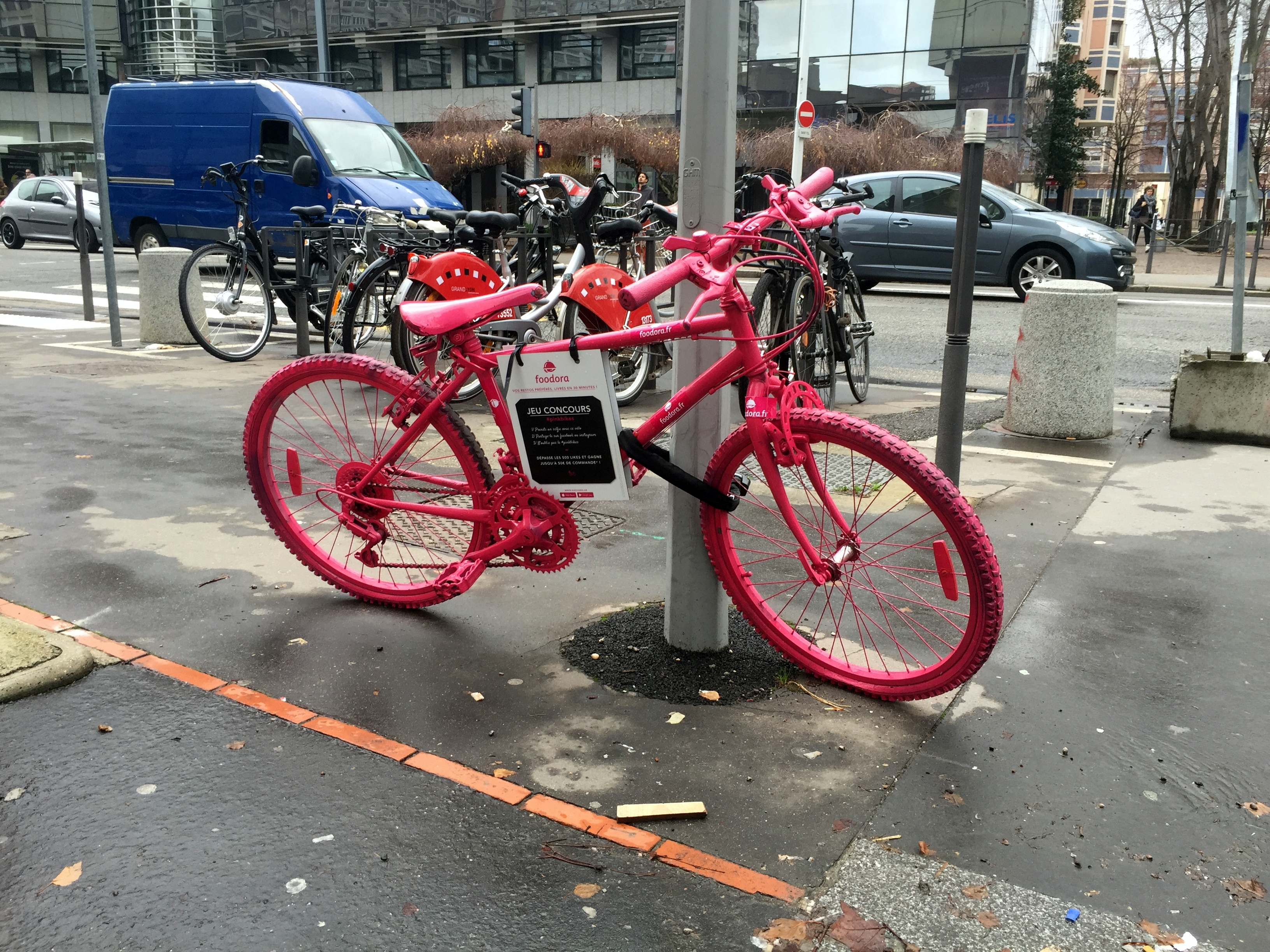
Opération de marketing de rue pour la promotion du service à Lyon.

L'entreprise Foodora s'installe en France, à Paris, en juin 2015. Mi 2016, Foodora étend son marché à Lyon et Bordeaux,. L'entreprise s'implante ensuite à Lille et Nantes.
En août 2018, sous la pression de la concurrence, elle décide de se retirer du marché français non rentable et, fin septembre 2018, cesse son activité, se séparant de ses deux mille restaurants partenaires, répartis dans huit villes françaises, d'une cinquantaine de salariés et de 1 500 coursiers engagés comme travailleurs indépendants,,,. Deux ans plus tôt, la start-up enregistrait une perte de dix millions d'euros pour un chiffre d'affaires de six millions.

## Modèle économique
L'entreprise Foodora est un prestataire de services qui fournit, aux acteurs de la restauration, une plate-forme internet pour diffuser leurs offres. Son business model repose sur le prélèvement d'un pourcentage sur les commandes faites à ses restaurants partenaires et enregistrées par son service de livraison, via le site web de l'entreprise ou son application mobile,. Sa plate-forme technologique est un service, à l'aide duquel la start-up allemande met en relation des clients, des restaurants et ses livreurs. Comme ses concurrents de la « FoodTech », Foodora ne cesse d'être déficitaire. La concurrence très importante sur son secteur d'activité ne lui permet pas d'acquérir la position dominante qui pourrait assurer sa rentabilité,. Ses dépenses comprennent essentiellement le coût de maintenance de sa plate-forme internet et la rémunération de ses coursiers. C'est surtout sur celle-ci que Foodora établit ses ajustements budgétaires. En France, par exemple, l'embauche de coursiers sous le statut d'auto-entrepreneur épargne à l'entreprise allemande le paiement de cotisations sociales et patronales, imposé par le droit du travail dans le cas d'un contrat salarial,. Aux coûts logistiques, s'ajoutent des dépenses publicitaires toujours plus importantes du fait d'une forte pression concurrentielle, qui rend aussi difficile l'augmentation tarifaire du service auprès des restaurateurs.

## Conflits internes
Au fil des années, depuis son arrivée en Australie en 2015, la filiale australienne de Foodora réduit son activité, ne réussissant pas à trouver un modèle de croissance rentable. Critiquée par des syndicats locaux, elle fait l'objet, à partir de juin 2018, de poursuites judiciaires, à l'initiative de l'agence nationale chargée de faire respecter le droit du travail dans le pays. L'enseigne allemande est accusée de sous-payer ses coursiers, par le biais de contrats non conformes à la réglementation en vigueur,,. En août, elle annonce son départ et dépose le bilan de sa filiale océanienne,. Trois mois plus tard, la Commission pour l'équité au travail (FWC), mise sur pied par le gouvernement australien au début des années 2010, lui impose de payer des dommages-intérêts à un de ses anciens contractuels, licencié pour avoir dénoncé publiquement la dégradation des conditions de travail et les baisses de salaires pratiquées par son employeur,. La FWC a, de plus, requalifié les contrats de travail des coursiers de Foodora en contrats salariaux, régime contractuel légalement plus favorable que celui de travailleurs indépendants, que ce soit du point de vue du salaire horaire minimum ou de la protection sociale,. En juin 2019, elle abandonne ses autres actions judiciaires contre la plate-forme de livraison de repas, celle-ci ayant été déclarée insolvable.
Mi-juillet 2018, en France, alors que la Coupe du monde de football se termine, un collectif de livreurs parisiens appelle à la grève et la solidarité de la clientèle. Des coursiers des plates-formes internet de Deliveroo, Uber Eats et Foodora dénoncent la précarisation de leurs conditions de travail et la baisse de leur revenus,,. Lors des rassemblements, ils sont quelques dizaines à se réunir place de la République, dans le Nord-Est de la capitale française,.
Sur le continent américain, depuis début 2018, alors que l'entreprise Foodora poursuit son développement au Canada, le Syndicat des travailleurs et travailleuses des postes, représentant, entre autres, les employés du secteur de la livraison, se mobilise, à Toronto, pour faire reconnaître le statut de salariés des coursiers de Foodora. En août 2019, les quelque 950 livreurs de l'enseigne allemande sont appelés à se prononcer, par référendum d'entreprise, pour ou contre une représentation syndicale interne,. Le 27 avril 2020, Foodora annonce son retrait du marché canadien, ne parvenant pas à atteindre la rentabilité. Des représentants syndicaux avancent que c'est plutôt l'autorisation de la syndicalisation des employés qui a poussé l'entreprise à fermer[réf. nécessaire].